# Bob Gordon
Bob Gordon (Saint Louis, Misuri, 11 de junio de 1928 - California, 28 de agosto de 1955) fue un saxofonista estadounidense de jazz.

## Biografía
Trasladado desde muy joven a California, Gordon participó en numerosas big bands, con frecuencia de baile, como las de Shorty Sherock (1946), Lee Williams, Jimmy Palmer o Alvino Rey (1948), tocando siempre el saxo barítono. Fue durante su estancia en esta última banda cuando conoció al saxo tenor Jack Montrose, con quien colaboraría en numerosas ocasiones. Después, tocaría con las bandas de Billy May (1952), John Kirby, George Redman (1954) y Pete Rugolo (1955).
Paralelamente a esta carrera en directo, Gordon desarrolla otra carrera como músico de sesión, que le lleva a realizar grabaciones con Shelly Manne, Chet Baker, Clifford Brown, Tal Farlow, Stan Kenton, Howard Rumsey y Lennie Niehaus, convirtiéndose en una de los músicos más emblemáticos del West Coast jazz. Su última grabación la realizaría con Montrose, falleciendo en un accidente de circulación cuando se dirigía desde el estudio a San Diego, para tocar con la orquesta de Pete Rugolo. Tenía solamente 27 años.